# Nephrotoma baluba
Nephrotoma baluba är en tvåvingeart som beskrevs av Alexander 1963. Nephrotoma baluba ingår i släktet Nephrotoma och familjen storharkrankar.
Artens utbredningsområde är Angola. Inga underarter finns listade i Catalogue of Life.